# 海田町議会
海田町議会（かいたちょうぎかい）は、広島県海田町に設置されている地方議会である。2025年3月23日投開票され、新議員16人（現職12人、元職1人、新人3人）が決まった。投票率は35・65%（過去最低）。

## 概要
- 定数：16人[3]
- 任期：2025年4月1日 - 2029年3月31日[4]
- 議長：桑原公治（無所属）[5]※再任
- 副議長：小田久美子（公明）
  - 2025年4月4日、全員協議会で任期は、議長が4年、副議長は2年と申し合わせた[6]。

## 党派
2025年3月23日現在
- 公明党（2人）
- 日本維新の会（1人）
- 日本共産党（1人）
- 無所属（12人）

## 委員会
- 常任委員会（令和7年4月4日 - 令和9年3月31日）[7]
  - 総務建設委員会（7人）
  - 文教福祉委員会（8人）
- 議会広報広聴調査特別委員会
- 議会運営委員会（7人）[8]（任期：令和7年4月4日 - 令和11年3月31日）

## 議員報酬と諸手当
2023年5月11日更新
- 議長：月額 321,000円
- 副議長：月額 265,000円
- 議員：月額 254,000円
- 期末手当：6月および12月
- 政務活動費：月額5,000円を支給。

## 議会だより
- かいた議会だより（発行：広島県海田町議会　編集：広報広聴調査特別委員会）[10]
年4回（1月・4月・6月・9月）発行

## 議員定数
| 投票日        | 定数 | 立候補者 |
| ------------- | ---- | -------- |
| 2009年3月22日 | 16   | 21       |
| 2013年3月24日 | 16   | 17       |
| 2017年3月26日 | 16   | 17       |
| 2021年3月21日 | 16   | 17       |
| 2025年3月23日 | 16   | 18       |

## 歴代議長
- 田中千代
- 河野道昭
- 前田勝男
- 原田幸治
- 久留島元生
- 桑原公治　※2025年4月再任

## 沿革
- 1956年 - 海田市町と東海田町が合併し、海田町が誕生。海田町議会、発足。
- 2023年5月17日、町議会は議会改革特別委員会を開き、本会議や委員会を長期欠席した議員の報酬と期末手当を減額する条例の制定方針を決めた[11]。
- 2023年9月1日、町議会は、町政運営に問題があり、説明責任も果たしていないことなどを理由に、西田祐三町長の問責決議案を賛成多数で可決した。西田町長の問責決議案の可決は2020年3月、2021年2月に続き、3度目となった[12]。
- 2022年8月、町議会は、国の情報通信技術（ICT）推進やペーパーレス化に対応する目的で、本会議などで紙の資料配布をやめ、タブレット端末での閲覧に変更する方針を決めた[13]。